# Burianosaurus augustai

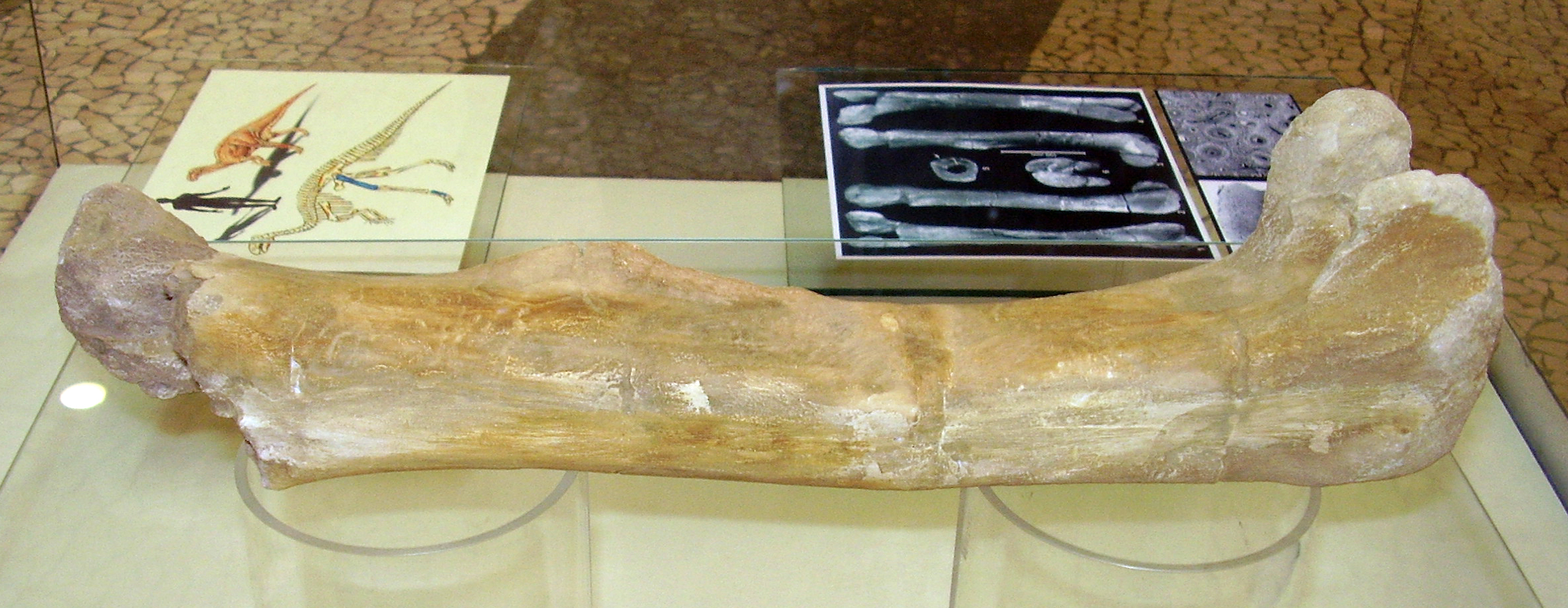
Levá stehenní kost burianosaura, boční pohled.

Burianosaurus augustai („Burianův ještěr“) byl druh menšího až středně velkého ornitopodního dinosaura, žijícího na území dnešní České republiky v období rané pozdní křídy (věk cenoman, asi před 94 miliony let) v oblasti nedaleko současné Kutné Hory. Druh B. augustai byl popsán v roce 2017 Danielem Madziou, Clintem Boydem a Martinem Mazuchem na základě objevu fosilie stehenní kosti a několika dalších fosilních fragmentů dolní končetiny, učiněného na jaře roku 2003 lékařem Michalem Moučkou v okolí obce Mezholezy u Kutné Hory.
Fosilie burianosaura byly objeveny v sedimentech Perucko-korycanského souvrství. K roku 2025 se stále jedná o jediného formálně pojmenovaného druhohorního dinosaura, objeveného na území České republiky.

## Popis dinosaura

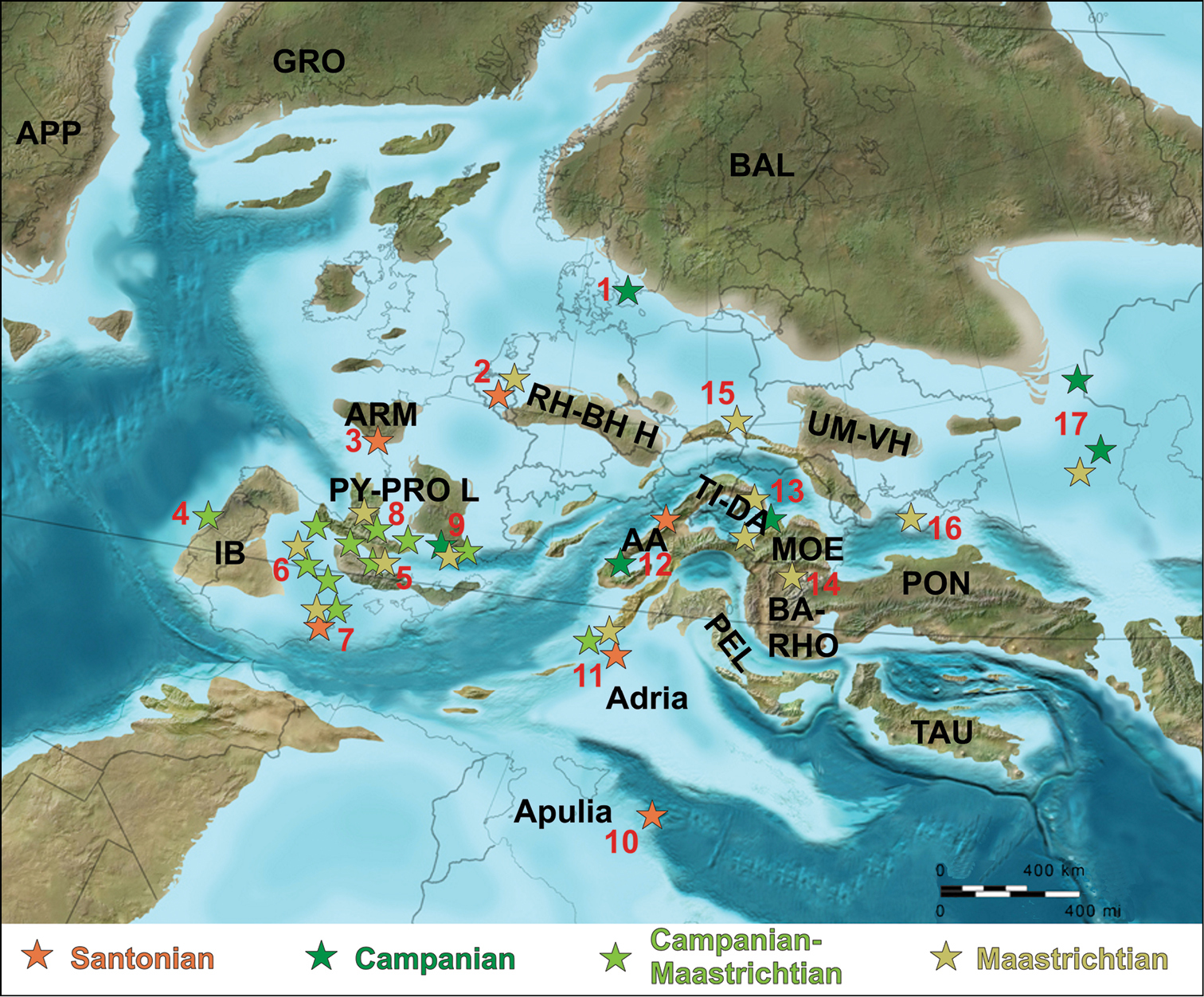
Podoba Evropy v období santonu až maastrichtu (pozdní křídy), asi před 86 až 66 miliony let. Burianosaurus žil zhruba o 8 milionů let dříve.

Nalezené fosilní fragmenty patří menšímu býložravému ptakopánvému dinosaurovi, dříve chybně řazenému do čeledi Iguanodontidae. Anatomické znaky této významné skupiny ornitopodů se ale zcela neshodují s anatomií stehenní kosti burianosaura, který tak do této skupiny nespadá. Tento bazální ornitopod byl dlouhý asi 3 až 4 metry, jeho přesnější rozměry ani hmotnost však nejsou známé. Dochovaná stehenní kost je dlouhá 40 cm a patřila pravděpodobně dospělému jedinci. Celkově se tento druh dinosaura mohl značně podobat některým jiným evropským ornitopodům, jako byl například o 25 milionů let mladší rumunský rod Zalmoxes.
Tento druh žil pravděpodobně v období pozdně křídového cenomanu (asi před 100 až 94 miliony let) v subtropickém ostrovním prostředí (na našem území se tehdy rozprostíralo mělké moře se soustavou ostrovů). Sdružoval se stejně jako většina ostatních druhů býložravých ornitopodních dinosaurů do malých skupin. Živil se nejspíš pobřežními slanomilnými a poléhavými jehličinany druhu Frenelopsis alata a příbuznými druhy.

## Historie nálezu
Na jaře roku 2003 byly objeveny první prokazatelné pozůstatky dinosaura na území České republiky. K objevu došlo v lomu poblíž Mezholez na Kutnohorsku. Jednalo se o fragment stehenní kosti dlouhé přibližně 40 cm a další malý úlomek (z pánve či žebra). Náhodným nálezcem se stal kutnohorský lékař a amatérský sběratel fosilií Michal Moučka. Ten o svém objevu říká: „Původně jsme šli do lomu jen hledat zkameněliny ústřic. Pak jsem si ale všiml, že ze země kouká kousek kosti.“
Na povrchu stehenní kosti byly objeveny stopy po zubech nejméně tří různých žraloků. Nelze ale určit, zda se jednalo o žraloky různého druhu nebo různě staré jedince jediného druhu. Pravděpodobně tedy byla mršina dinosaura po nějakou dobu přenášena mořskými proudy a postupně se rozpadala. Z tohoto hlediska je velmi šťastnou okolností, že se zachovala alespoň stehenní kost tohoto ornitopoda.
V září roku 2017 byl tento ornitopodní dinosaurus formálně pojmenován v odborné studii Daniela Madzii a jeho dvou kolegů v periodiku Journal of Systematic Paleontology, a to pod jménem Burianosaurus augustai. Jméno je poctou českému výtvarníkovi Zdeňku Burianovi a paleontologovi Josefu Augustovi.

## V populární kultuře
Dvojice modelů burianosaura v životní velikosti (první svého druhu na světě) byly slavnostně odhaleny v DinoParku Praha dne 20. června 2018.